# Nordby (Fanø)
Pour les articles homonymes, voir Nordby.
Nordby est une ville, chef lieu de la commune de Fanø au Danemark.
Sa population était de 2 738 habitants en 2023.